# Рябовское сельское поселение (Тюменская область)
Рябовское се́льское поселе́ние — муниципальное образование в Викуловском районе Тюменской области Российской Федерации.
Административный центр — село Рябово.

## История
Статус и границы сельского поселения установлены Законом Тюменской области от 5 ноября 2004 года № 263 «Об установлении границ муниципальных образований Тюменской области и наделении их статусом муниципального района, городского округа и сельского поселения».

## Население
| 2010 | 2011 | 2012 | 2013 | 2014 | 2015 | 2016 |
| ---- | ---- | ---- | ---- | ---- | ---- | ---- |
| 435  | ↘434 | ↘408 | ↘392 | ↘369 | ↘358 | ↘349 |
| 2017 | 2018 | 2019 | 2020 | 2021 |      |      |
| ↘341 | ↘336 | ↘331 | ↘319 | ↘308 |      |      |

## Состав сельского поселения
| № | Населённый пункт | Тип населённого пункта       | Население |
| - | ---------------- | ---------------------------- | --------- |
| 1 | Рябово           | село, административный центр | 261       |
| 2 | Шешуки           | село                         | 174       |